# Stromberg (Windeck)

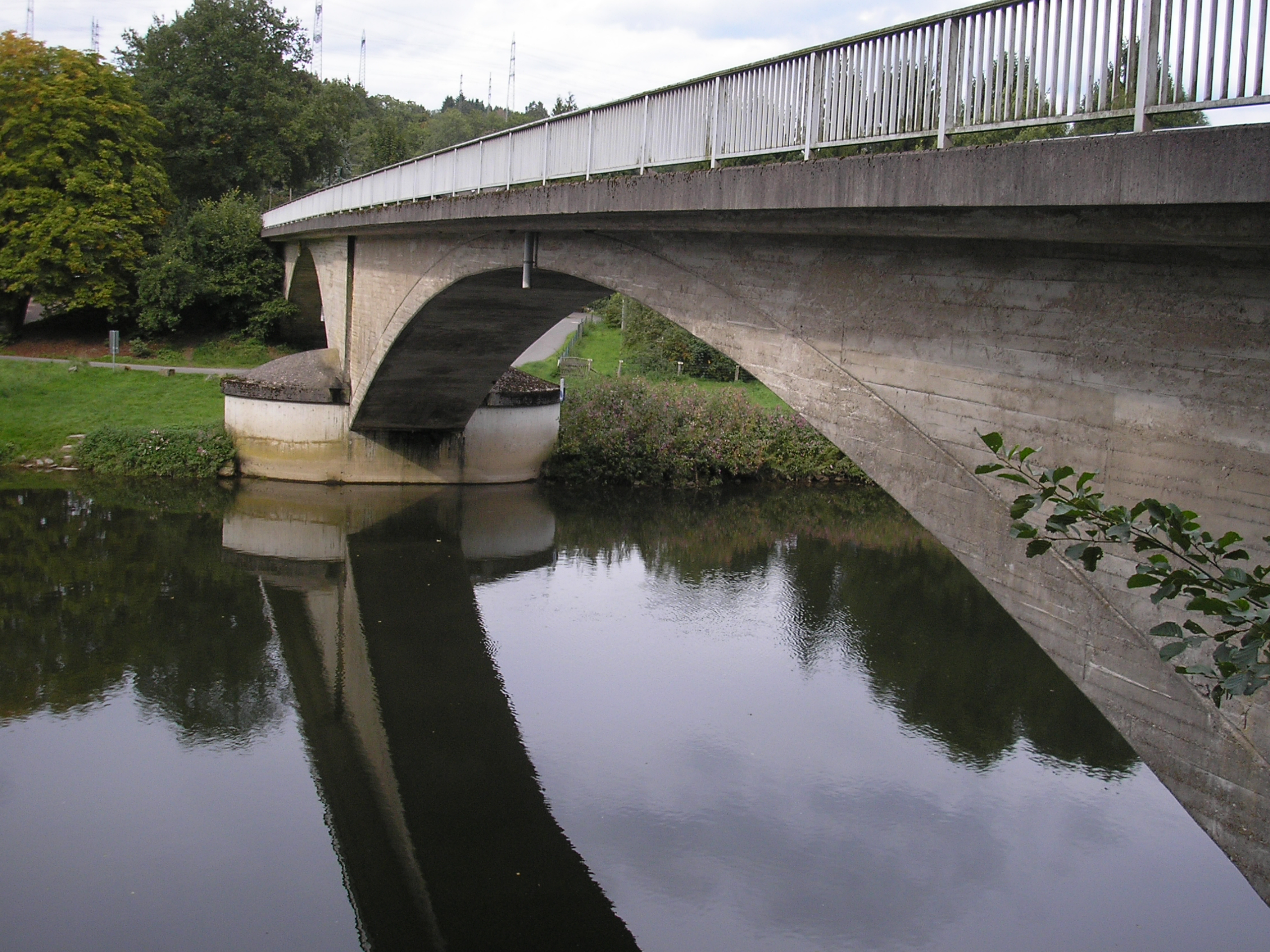
Siegbrücke Ringwallstrasse, Blick vom linken Siegufer auf Stromberg

Stromberg ist eine Ortschaft in der Gemeinde Windeck im Rhein-Sieg-Kreis in Nordrhein-Westfalen. Bis zur kommunalen Gebietsreform gehörte der Ort zur Gemeinde Herchen.

## Lage
Stromberg liegt in einer nach Nordwesten offenen Siegschleife an der Grenze zu Eitorf. Nächste Ortschaften sind Herchen im Norden, Werfen im Nordosten, Rodder im Südosten und Alzenbach im Westen (letztere sind bereits Eitofer Ortsteile). Im Süden mündet der Kesselbach in die Sieg.

## Geschichte
Urkundlich wurde Stromberg erstmals 1131 als Hof erwähnt, der von Papst Innozenz II. dem Bonner Cassius-Stift bestätigt wird.
Der keltische Begriff strum für einen begrenzten Höhenrücken bezieht sich auf die befestigten vorzeitlichen Ringwälle bei Stromberg, deren Spuren auf dem gegenüberliegenden Bergrücken gefunden wurden. Die Doppelbezeichnung -berg belegt die Übernahme durch fränkische Siedler.
Der heutige Ort liegt abseits des Berges am rechten Siegufer. Die heute scheinbar nur in den Wald der Leuscheid führende Brücke in Stromberg hat früher die Ortschaften der Mark Stromberg verbunden. Sie war am 19. Oktober 1795 Ort eines Scharmützels, als die Stromberger Bauern eine sechzig Mann starke Kompanie der Franzosen zurückschlugen. Zu dem früher auch Hohe Mark genannten Verwaltungsbezirk gehörten neben Stromberg und dem Gut Richardshohn die weit entfernten Ortschaften Werfen, Schneppe, Nieder- und Oberalsen und außerdem das große Waldgebiet des Eitorfer Forstes (früher Herrenwald), der bis an die B 8 reicht. Außerdem gehörten zu dem Gebiet die später entstandenen Ortschaften Unkelmühle, Sommerhof und Hammer.
Am 25. November 1944 stürzt ein amerikanischer Bomber des Typs  B-17 „Flying Fortress“   im Bereich des Kesselbachstal ab. Die Besatzung konnte sich vor dem Absturz retten und kam in deutsche Kriegsgefangenschaft.

## Kapelle
Die Kapelle wurde 1886 errichtet. Sie ist ein 9 Meter langes, 7,25 Meter breites einfaches Backsteingebäude. Am 13. Oktober 2019 wurde die Kapelle entwidmet, um einen Verkauf von Kapelle und dem danebenliegenden Gemeindehaus zu ermöglichen.
An der Kapelle wurde 2014 der „Pfarrer-Hartig-Weg“ zu Ehren des Herchener Pfarrers Dietrich Wilhelm Hartig, der sich mit seinem Presbyterium zur Zeit des Nationalsozialismus der Oppositionsbewegung Bekennende Kirche anschloss, benannt.

denkmalgeschützte Häuser in Stromberg
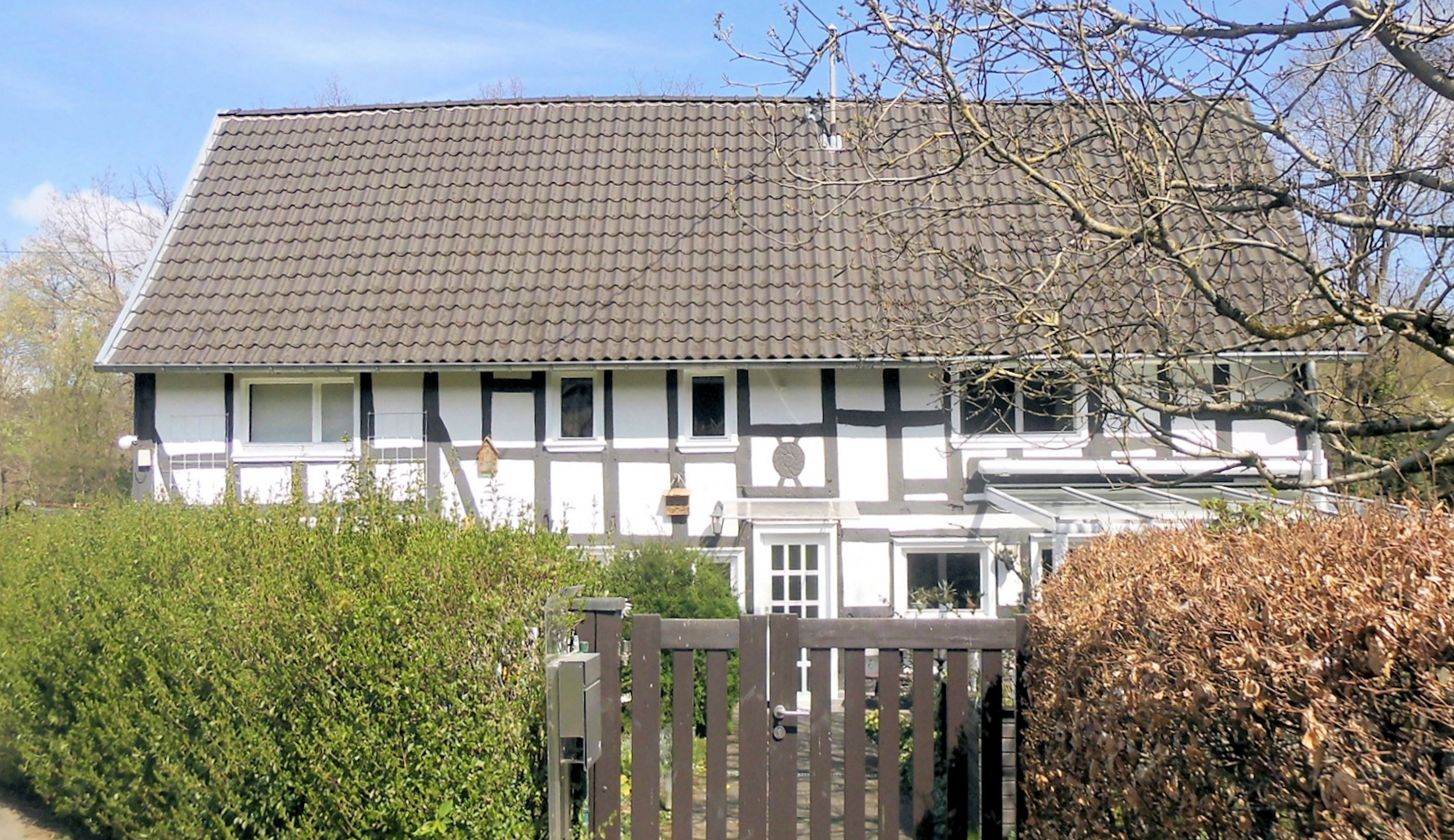
Rundweg 14
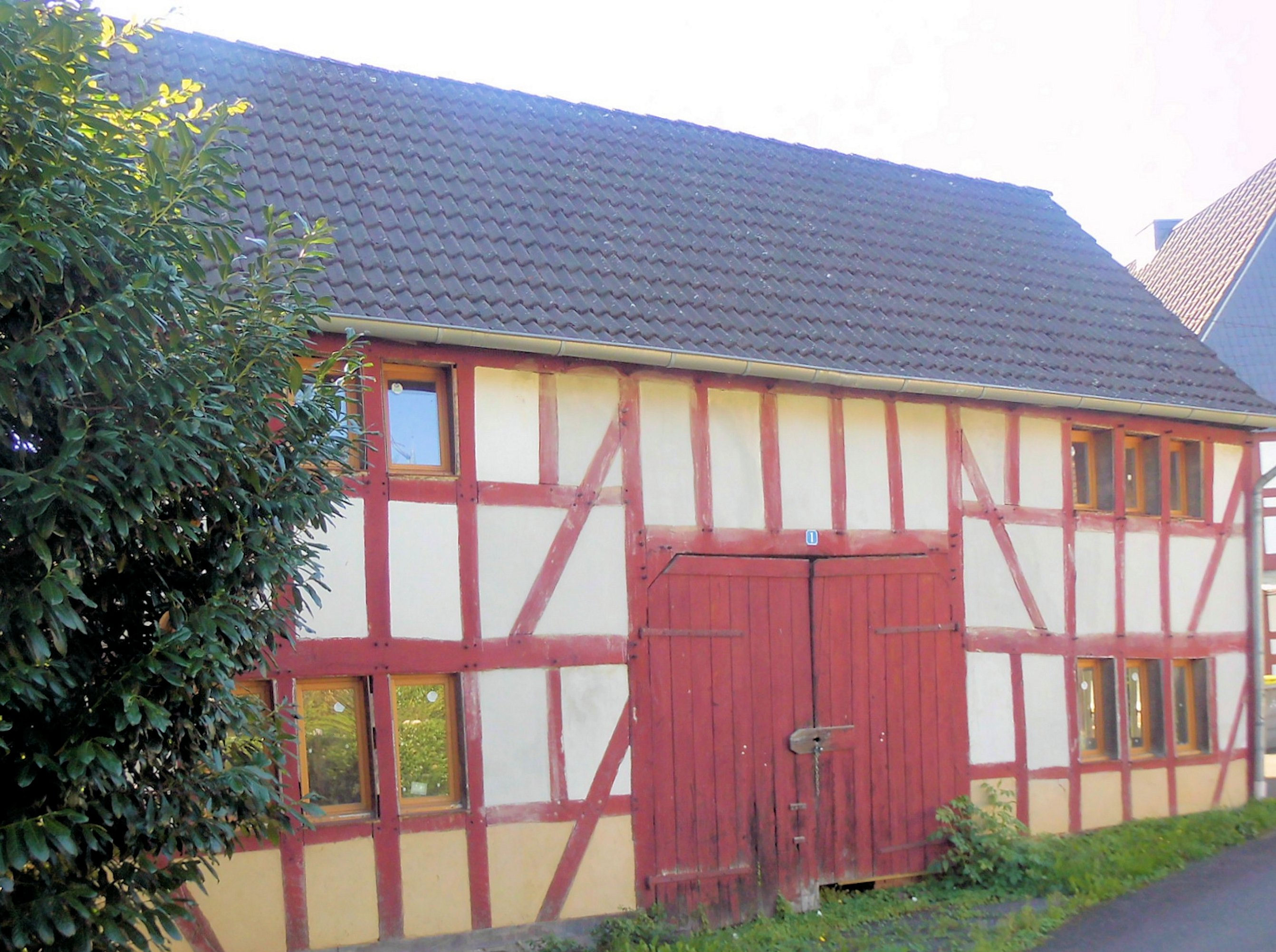
Uhrengasse 1
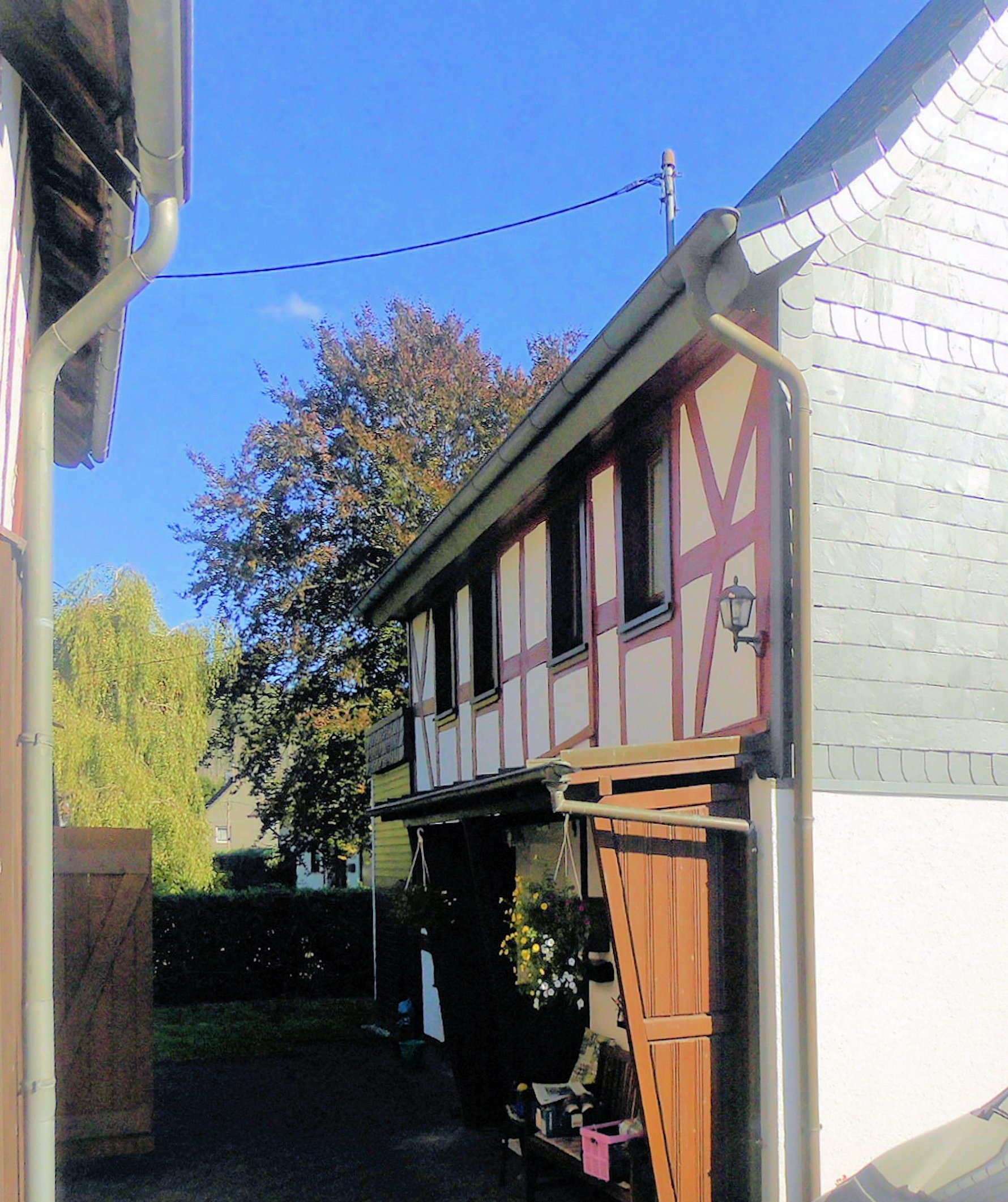
Uhrengasse 4
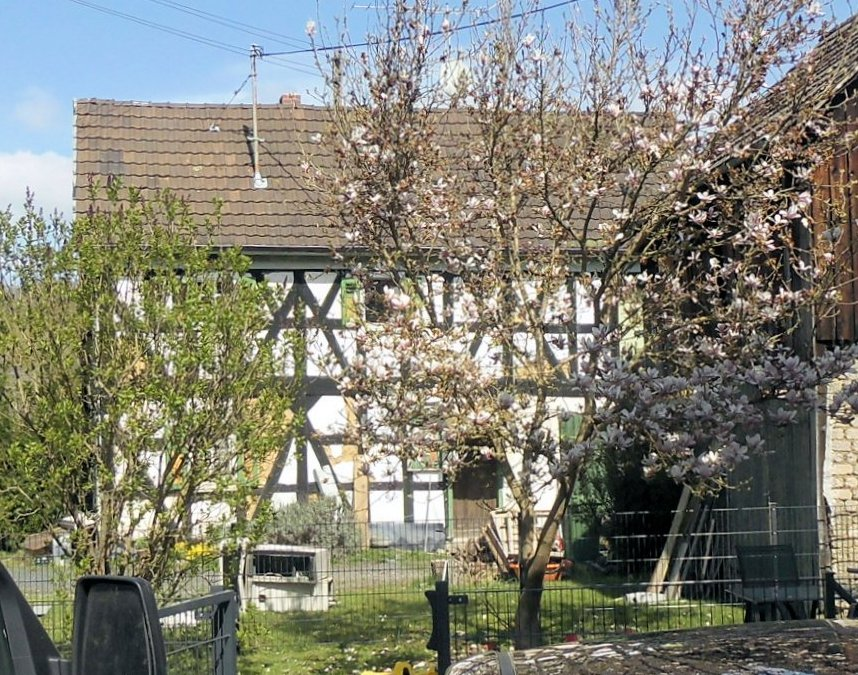
Zum Eichenhain 52

## Uhrmacher
In der evangelischen Mark Stromberg entwickelte sich im 18. Jahrhundert eine Uhrmacherzunft, deren Standuhren teilweise in Schloss Homburg ausgestellt sind, oft aber auch in Privatsammlungen stehen. Bekannt sind die Uhrmacher
- Kuchhäuser aus Stromberg, um 1774
- Dietrich Koch aus Stromberg, ca. 1820–1880
- Weyand aus Werfen
- Joest aus Schneppe
- Thoennes aus Schneppe
- Schmidt aus Alsen, ca. 1814–1837

Die Uhren wurden bis ins Rheinland und bis Hachenburg verkauft. Dietrich Koch lieferte auch die Kirchenuhren für Eitorf und Nümbrecht. Er verwendete in der hiesigen Zunft erstmals die simple Einbautechnik mit Doppelplatte und verbesserte die Uhrenkonstruktion von Kuchhäuser, so dass sie nicht mehr täglich, sondern nur noch alle acht Tage aufgezogen werden mussten.

## Naturdenkmal Eichenhain

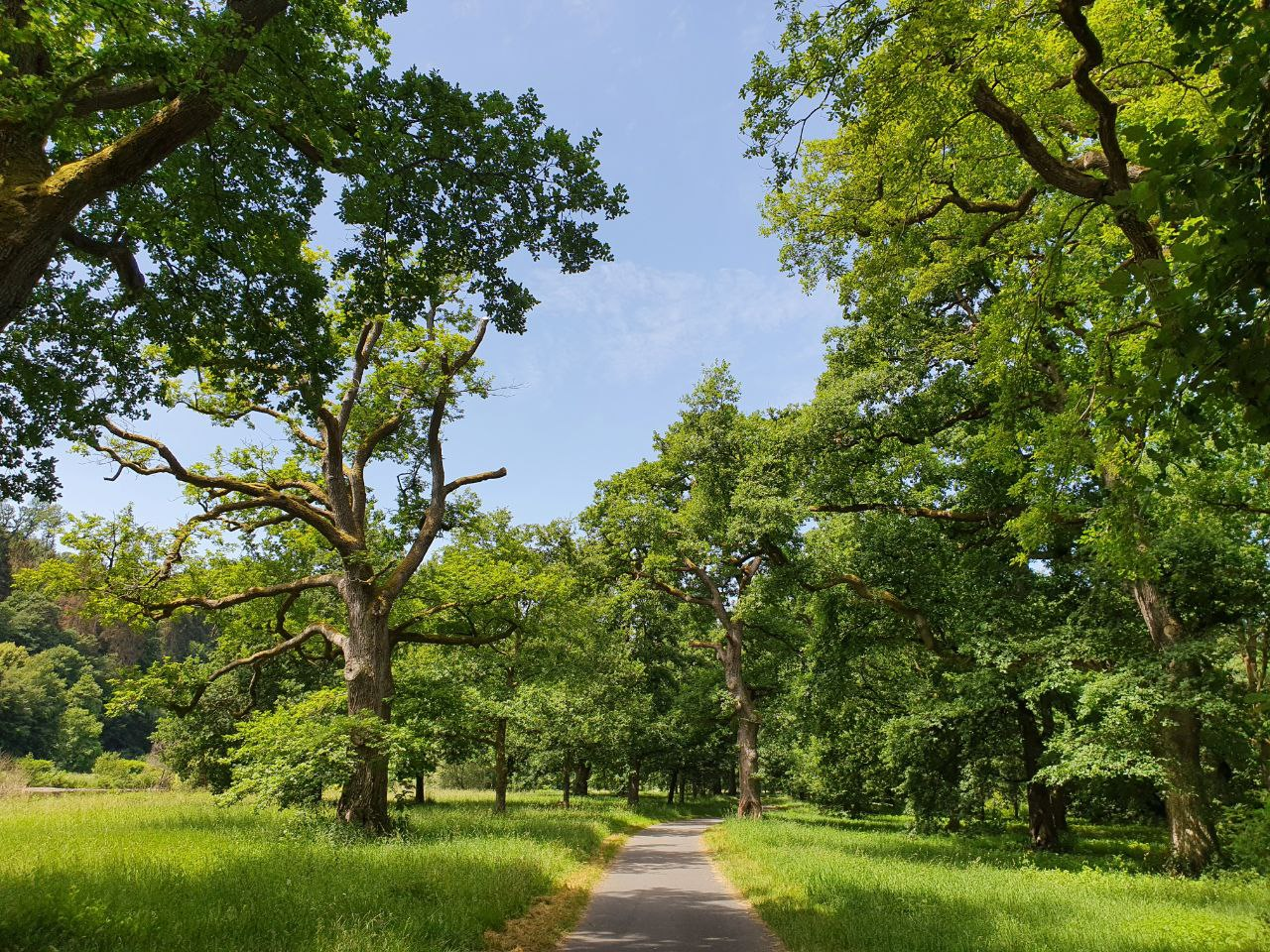
Das Naturdenkmal Eichenhain in Stromberg

Am Siegufer in Stromberg befindet sich das Naturdenkmal Eichenhain mit 30 Stiel-Eichen. Die Eichen dienten ursprünglich der Schweinemast und gehen auf die Fronhöfe des Cassiusstiftes in Bonn zurück. Eine 1990 umgestürzte Eiche wies 398 Jahresringe auf, die auf das Jahr 1592 schließen lassen. Seit 1935 ist der Eichenhain als Naturdenkmal geschützt.
Der Siegtal-Radweg, der von der Quelle bis zur Mündung der Sieg in den Rhein verläuft, führt durch den Hain hindurch.

## Veranstaltungen
In der „Westernstadt“ des ehemals Kölner Vereins „7 Ratsfeuer“ wird seit 1972 im Juli ein Fest abgehalten.